# محلية الخرطوم
[[
]]

محلية الخرطوم

محلية الخرطوم هي محلية من محليات ولاية الخرطوم التي تضم أيضاً الخرطوم بحري و أم درمان .

## التقسيم الإدراي
تتكون محلية الخرطوم من ثلاث وحدات إدارية هي:
- وحدة الخرطوم وتضم أحياء ومناطق:

الخرطوم شمال، البراري، امتداد ناصر، الخرطوم وسط، الديوم الشرقية، الديوم الغربية، الشجرة الجنوبية، الشجرة الشمالية، العمارات، الخرطوم1، الخرطوم2، الخرطوم3، الخرطوم غرب، المنطقة الصناعية، الخرطوم السوق الشعبي، الكلاكلات.
- وحدة الشهداء وتشمل أحياء ومناطق:

الصحافة وجبرة، الامتداد، العشرة، السوق المحلي، السوق المركزي، الدوحة، وسوبا الشاحنات.
- وحدة الخرطوم شرق وتتبع لها:

أركويت شرق، أركويت غرب، الطائف، المنشية، الجريف غرب، المطار، الرياض